# Colleen Williams (Fußballspielerin)
Colleen Williams (* 5. April 1991 in Titusville, New Jersey) ist eine ehemalige US-amerikanische Fußballspielerin, die zuletzt in der Saison 2014 bei Washington Spirit in der National Women’s Soccer League unter Vertrag stand.

## Karriere
Anfang 2013 wurde Williams beim College-Draft zur neugegründeten NWSL in der vierten Runde an Position 26 von Washington verpflichtet und gab ihr Ligadebüt am 25. Mai gegen die Boston Breakers. Am 6. Juli 2013 erlitt sie im Spiel gegen den Sky Blue FC einen Kreuzbandriss, in dessen Folge sie für den Rest der Saison ausfiel. Am 21. Mai 2014 wurde sie von den Spirit freigestellt, ohne nach ihrer Verletzung zu einem weiteren Einsatz gekommen zu sein. Nach einem weiteren in der Rehaphase erlittenen Kreuzbandriss beendete Williams ihre Karriere Anfang 2015.

### Nationalmannschaft
Im Jahr 2013 kam Williams in zwei Partien der US-amerikanischen U-23-Auswahl zum Einsatz, in denen ihr ein Treffer gelang.